# Dominik Štumberger
Dominik Štumberger (Graz, 17 aprile 1999) è un calciatore croato con cittadinanza austriaca, difensore del Voitsberg.

## Carriera

### Club
Cresciuto nel settore giovanile del Salisburgo, dal 2017 al 2019 ha giocato 28 partite nella seconda divisione austriaca con il Liefering, la squadra riserve del Salisburgo, segnando anche cinque gol. Nel 2019 è stato acquistato dall'Austria Lustenau, altro club della seconda divisione austriaca. Nel 2021 è passato al WSG Tirol, con cui ha debuttato in Bundesliga il 7 novembre in occasione dell'incontro perso per 3-0 contro il LASK.

### Nazionale
Ha giocato nella nazionale austriaca Under-17 e nella nazionale croata Under-20.

## Statistiche

### Presenze e reti nei club
Statistiche aggiornate al 17 settembre 2022.
| Stagione                | Squadra                 | Campionato              | Campionato | Campionato | Coppe nazionali | Coppe nazionali | Coppe nazionali | Coppe continentali | Coppe continentali | Coppe continentali | Altre coppe | Altre coppe | Altre coppe | Totale | Totale |
| Stagione                | Squadra                 | Comp                    | Pres       | Reti       | Comp            | Pres            | Reti            | Comp               | Pres               | Reti               | Comp        | Pres        | Reti        | Pres   | Reti   |
| ----------------------- | ----------------------- | ----------------------- | ---------- | ---------- | --------------- | --------------- | --------------- | ------------------ | ------------------ | ------------------ | ----------- | ----------- | ----------- | ------ | ------ |
| 2016-2017               | Liefering               | 1L                      | 1          | 0          |                 | -               | -               |                    | -                  | -                  |             | -           | -           | 1      | 0      |
| 2017-2018               | Liefering               | 1L                      | 2          | 0          |                 | -               | -               |                    | -                  | -                  |             | -           | -           | 2      | 0      |
| 2018-2019               | Liefering               | 1L                      | 25         | 5          |                 | -               | -               |                    | -                  | -                  |             | -           | -           | 25     | 5      |
| Totale Liefering        | Totale Liefering        | Totale Liefering        | 28         | 5          |                 | -               | -               |                    | -                  | -                  |             | -           | -           | 28     | 5      |
| 2019-2020               | Austria Lustenau        | 1L                      | 25         | 0          | CA              | 4               | 0               |                    | -                  | -                  |             | -           | -           | 29     | 0      |
| 2020-2021               | Austria Lustenau        | 1L                      | 0          | 0          | CA              | 1               | 0               |                    | -                  | -                  |             | -           | -           | 1      | 0      |
| Totale Austria Lustenau | Totale Austria Lustenau | Totale Austria Lustenau | 25         | 0          |                 | 5               | 0               |                    | -                  | -                  |             | -           | -           | 30     | 0      |
| 2021-2022               | WSG Tirol               | BL                      | 18         | 0          | CA              | 0               | 0               |                    | -                  | -                  |             | -           | -           | 18     | 0      |
| 2022-2023               | WSG Tirol               | BL                      | 7          | 0          | CA              | 2               | 0               |                    | -                  | -                  |             | -           | -           | 9      | 0      |
| Totale carriera         | Totale carriera         | Totale carriera         | 78         | 0          |                 | 7               | 0               |                    | -                  | -                  |             | -           | -           | 85     | 0      |

## Palmarès

### Club

#### Competizioni giovanili
- UEFA Youth League: 1

Salisburgo: 2016-2017